# Серафим (Савостьянов)
Епи́скоп Серафи́м (в миру Влади́мир Влади́мирович Савостья́нов; род. 15 декабря 1971, Серов, Свердловская область, СССР) — архиерей Русской Православной Церкви, епископ Бийский и Белокурихинский.
Тезоименитство — 2 (15) января (память преподобного Серафима Саровского).

## Биография
Родился 15 декабря 1971 года в городе Серове Свердловской области в рабочей семье.
В 1989 года окончил среднюю общеобразовательную школу № 1 города Серова. По окончании средней школы работал алтарником при храме пророка Божия Илии.
В 1990 году зачислен в первый класс Московской духовной семинарии.
20 августа 1991 года определён послушником в Никольский Черноостровский монастырь в городе Малоярославце Калужской области.
3 января 1992 года в храме в честь Корсунской иконы Божией Матери Николаевского Черноостровского монастыря города Малоярославца архиепископом Калужским и Боровским Климентом (Капалиным) был пострижен в монашество с именем Серафим в честь преподобного Серафима Саровского.
2 февраля 1992 года архиепископом Калужским и Боровским Климентом (Капалиным) был рукоположен в сан иеродиакона, а 23 августа — в сан иеромонаха.
В сентябре 1992 года переведён в братию Пафнутьева Боровского монастыря в Боровске Калужской области.
В декабре 1992 года распоряжением архиепископа Климента был назначен на должность заведующего канцелярией Калужского епархиального управления, которую занимал до 15 октября 1999 года, параллельно являлся секретарём Епархиального совета.
В 1994 году окончил Московскую духовную семинарию, после чего стал преподавателем Калужского духовного училища, которое в 1996 году было преобразовано в семинарию. Преподавал там следующие предметы: литургика, церковнославянский язык, общая церковная история, нравственное богословие.
К Пасхе 1998 года был возведён в сан игумена.
15 октября 1999 года архиепископом Калужским и Боровским Климентом был назначен исполняющим обязанности наместника Пафнутьево-Боровского монастыря.
19 апреля 2009 года на торжественной Вечерне в Троицком соборе города Калуги во время митрополитом Калужским и Боровским Климентом возведён в сан архимандрита.
В 2011 году поступил в Киевскую духовную академию, которую окончил в 2015 году.
В 2014 году поступил в магистратуру Калужского государственного университета на факультет юридической психологии, которую окончил в 2017 году.
Является председателем комиссии по религиозному образованию и катехизации Калужской митрополии.

### Архиерейство
22 октября 2015 года решением Священного Синода избран епископом Тарусским, викарием Калужской епархии.
3 декабря 2015 года в Тронном зале Храма Христа Спасителя наречён во епископа Тарусского.
4 декабря 2015 года в Успенском соборе Московского Кремля была совершена хиротония архимандрита Серафима (Савостьянова) во епископа Тарусского, викария Калужской епархии. Хиротонию совершили: Патриарх Кирилл, митрополит Санкт-Петербургский и Ладожский Варсонофий (Судаков), митрополит Калужский и Боровский Климент (Капалин), архиепископ Песоченский и Юхновский Максимилиан (Лазаренко), епископ Солнечногорский Сергий (Чашин), епископ Боярский Феодосий (Снигирёв), епископ Козельский и Людиновский Никита (Ананьев).
16 апреля 2016 года решением Священного Синода освобождён от должности наместника Пафнутьева Боровского монастыря.
26 февраля 2019 года решением Священного Синода Русской Православной Церкви определен епископом Бийским и Белокурихинским.

## Награды[1]
- Патриаршая грамота (1999)
- Орден святого преподобного Серафима Саровского III степени (2008)
- Орден преподобного Сергия Радонежского III степени (2011)
- медаль святого праведного Лаврентия Калужского I степени (Калужская епархия) (2014)
- юбилейная медаль преподобного Сергия Радонежского (2014)
- Медаль «65 лет Калужской области» (2009 год)
- почетный гражданин города Боровска Калужской области[11]